# 馬努斯縣
2°01′24″S 147°16′08″E / 2.0234°S 147.2690°E
馬努斯縣（英語：Manus District），是巴布亞新畿內亞馬努斯省唯一的縣，位於馬努斯島，首府設於洛倫高，面積2,100平方公里，2011年人口60,485，人口密度每平方公里29人。